# Pseudallescheria boydii
Pseudallescheria boydii (Shear) McGinnis, A.A. Padhye & Ajello – gatunek workowców. Grzyb mikroskopijny, pasożyt wywołujący u ludzi groźne choroby prowadzące do śmierci.

## Systematyka i nazewnictwo
Pozycja w klasyfikacji według Index Fungorum: Pseudallescheria, Microascaceae, Microascales, Hypocreomycetidae, Sordariomycetes, Pezizomycotina, Ascomycota, Fungi.
Po raz pierwszy opisał go w 1922 r. Cornelius Lott Shear, nadając mu nazwę Allescheria boydii. Obecną nazwę nadali mu McGinnis, A.A. Padhye i L. Ajello w 1982 r.
Ma 9 synonimów. Niektóre z nich:
- Acremonium suis Bakai, in Gladenko 1967
- Petriellidium boydii (Shear) Malloch 1970
- Polycytella hominis C.K. Campb. 1987[3]

## Morfologia
Kolonie Pseudallescheria boydii na podłożu OA w temperaturze 30 °C rosną szybko, są watowate lub wełniste, początkowo brudnobiałe, potem przechodzące w blado dymnobrązowe. Tworzą zanurzone w grzybni, błoniaste, kuliste klejstotecja o barwie od jasnobrązowej do czarnej i średnicy 140–200 µm. Ściana raczej cienka, złożona z zębatych komórek. Worki kuliste, 8-zarodnikowe, zanikające (krótkotrwałe). Askospory bez przegród, w kształcie cytryny, 6–7 × 4,0–4,5 µm, gładkościenne, bladożółte do złotobrązowego, z dwiema końcowymi porami rostkowymi. Tworzą też anamorfy typu synnema. Powstają w nich szeroko maczugowate konidia, o barwie od niemal szklistej do bladobrązowej i wymiarach 6–12 × 3,5–4,0 µm. Zlepione są z sobą w śluzowate główki. Komórki konidiotwórcze powstają na niezróżnicowanych strzępkach synnem.
Szczepy kliniczne rzadko wytwarzają askokarpy, Pseudallescheria boydii rozpoznaje się po cylindrycznych komórkach konidiotwórczych z oliwkowymi, grubościennymi konidiami. Konidia są wytwarzane w śluzowatych główkach, w przeciwieństwie do suchych konidiów Scopulariopsis. Blisko spokrewniony Scedosporium prolificans odróżnia się ciemniejszymi kulturami, napęczniałymi komórkami konidiotwórczymi, nieco szerszymi konidiami i nie przyswaja rybitolu, ksylitolu i l-arabinitolu.

## Znaczenie chorobotwórcze
Gatunek ten jest często spotykany jako saprotrof w glebie, oborniku i zanieczyszczonej wodzie. U ludzi często powoduje zapalenie stawów, zapalenie zatok oraz zapalenie ucha. Zgłaszano również przypadki grzybicy skóry, zapalenia rogówki i inne okulistyczne. Szczególnie groźny jest dla ludzi z obniżoną odpornością, np. u pacjentów z białaczką, po przeszczepie lub u pacjentów z CGD. Przypadki związane z HIV są rzadkie. W niektórych przypadkach grzyb wykazuje wyraźną predylekcję do ośrodkowego układu nerwowego. Może również powodować zapalenie wsierdzia. Bez leczenia, ogólnoustrojowa grzybica najczęściej prowadzi do śmierci. Ponadto gatunek ten występuje w drogach oddechowych, gdzie może powodować reakcje alergiczne, zapalenie zatok lub zapalenie płuc, i jest często spotykany w płucach pacjentów z mukowiscydozą. Opisano choroby przez niego powodowana także na zwierzętach. U bydła, koni i psów wywołuje chorobę o nazwie alleszerioza.